# Pignan
Pignan település Franciaországban, Hérault megyében. Lakosainak száma 8326 fő (2022. január 1.). Pignan Cournonterral, Fabrègues, Lavérune, Murviel-lès-Montpellier, Saint-Georges-d’Orques, Saint-Paul-et-Valmalle és Saussan községekkel határos.

## Népesség
A település népességének változása:
| Lakosok száma | 2216 | 3319 | 4097 | 6047 | 6512 | 6669 | 7019 | 7959 | 8218 | 8326 |
|               | 1968 | 1982 | 1990 | 2006 | 2013 | 2015 | 2017 | 2019 | 2020 | 2022 |